# Serrat dels Trons (el Pont de Vilomara i Rocafort)
El Serrat dels Trons  és una serra situada entre els municipis del Pont de Vilomara i Rocafort i de Sant Vicenç de Castellet a la comarca del Bages, amb una elevació màxima de 492 metres.